# Geschichte der Stadt Aschersleben
Die Geschichte der Stadt Aschersleben im nördlichen Harzvorland umfasst mehr als 1250 Jahre seit der ersten Erwähnung der Stadt und lässt sich darüber hinaus bis zu den vorgeschichtlichen Siedlungsplätzen zurückverfolgen.

Wappen der Stadt Aschersleben

## Frühgeschichte
Die klimatisch günstige Lage im Regenschatten des Harzes zog bereits in der Frühzeit Menschen in die Gegend des heutigen Ascherslebens. Das Einetal, das hier aus dem Vorharz tritt, und der sehr fruchtbare Boden spielten eine bedeutende Rolle für eine frühe Besiedlung der Gegend.
Die ältesten Funde eines Jagdlagers stammen vom Bruchsberg bei Königsaue, etwa fünf Kilometer vom Stadtgebiet Aschersleben entfernt und stammen aus der Zeit vor über 55.800 Jahren. Der Ascherslebener See, der bis zu seiner Trockenlegung zur Zeit Friedrichs des Großen weitgehend als zwölf Kilometer langer Flächensee bestand, war an seinen Ufern immer wieder von Jägern und Sammlern aufgesucht worden. Zahlreiche Funde von Flach- und Höckergräbern sowie Grabbeigaben aus der Jungsteinzeit belegen dies.
Zur Zeit der Völkerwanderung ließen sich die Warnen in der Gegend nieder. Für das 6. Jahrhundert lässt sich eine Bauernsiedlung nachweisen. Ortschaften mit der Endung leben deuten darauf hin. Der Name Aschersleben setzt sich aus dem Personennamen Asceger (Escherner Wurfspeer ger = Speer) und -leben (lev = Erbe) zusammen.
Aschersleben wird entsprechend als Hinterlassenschaft der Waffen- oder Speerfrohen gedeutet.

## Ersterwähnung
Im Mitte des 12. Jahrhunderts zusammengestellten Codex Eberhardi wurde eine Ortschaft in Thüringen namens Ascegereslebe angeblich zum Jahr 753 erstmals erwähnt. Die Vorlage für diese Erwähnung soll auf einer nicht mehr erhaltenen Schenkungsurkunde des Passauer Chorbischofs Madalwin (gestorben nach 903) beruhen, der seine Besitzungen in Aschersleben „samt den Hörigen“ damals dem Heiligen Bonifatius (Kloster Fulda) stiftete. Die Nennung Aschersleben folgt dabei jedoch nicht einer zeitlichen, sondern einer geographischen Ordnung und befindet sich somit an jener geographisch bestimmten Stelle, an welcher die Schenkung lag. Durch die fehlende zeitliche Angabe entstand die Vermutung, dass besagte Ersterwähnung auch in das 9. Jahrhundert fallen könnte. Für eine Nennung im 8. Jahrhundert spricht die Erwähnung eines Ortes „Aschershausen“ im Zuge der 748, in der Auseinandersetzung zwischen Pippin und seinem Halbbruder Grifo, verwüsteten Dörfer. Diese Urkunde, welche über die Verwüstungen berichtet, wurde anschließend aber vom Marburger Historiker Edmund Ernst Stengel 1960 in das dritte Viertel des 9. Jahrhunderts datiert, was eine Erstnennung Ascherslebens in den Jahren zwischen 850 und 875 mit sich bringt.
Hingegen argumentiert Hans Haberlah für die Gültigkeit des Jahres 753 für die Ersterwähnung. Haberlah zufolge bezweifele das Marburger Archiv dieses Datum vor allem in der Annahme, dass Aschersleben zum (erst nach 800 befriedeten) Herzogtum Sachsen gehörte. Dagegen sei hervorzuheben, dass Ostfalen bereits länger zum Frankenreich gehört habe, und sich daher an Kämpfen gegen Karl den Großen nicht beteiligt hatte. Weiterhin spreche für die Gültigkeit des Jahres 753, dass die Angabe über die Schenkung Madalwins nicht im sächsischen, sondern im thüringischen Teil des Codex Eberhardi zu finden sei. Zudem dürfte die Schenkung noch zu Lebzeiten des heiligen Bonifatius (Bonifatius starb 754 den Märtyrertod in Friesland) erfolgt sein, so dass 753 als offizielles Gründungsjahr Ascherslebens plausibel sein könne.

## Zeit der Askanier

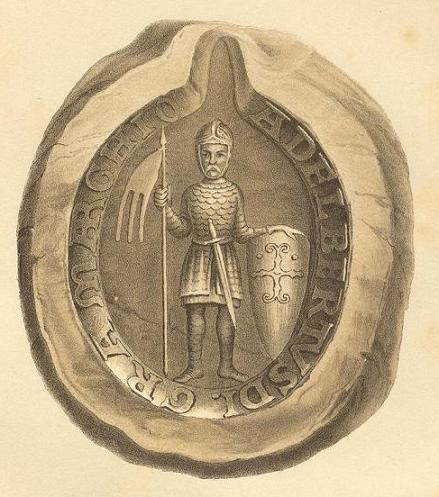
Siegel Albrechts des Bären

Im 11. Jahrhundert ging die Stadt in den Besitz des Geschlechtes der Askanier über, deren Name von Ascania oder Ascharia, der latinisierten Form der Stadt Aschersleben, herrührt. In der Schlacht bei Köthen 1115 dienten Ascherslebener Bürger (namentlich aus den Familien Drosihn, Müller, Büsstorf, Corthum, Laue und Niethardt) im Heer des Otto von Ballenstedt. Dessen Sohn, Albrecht der Bär, stand sodann an der Spitze der Askanier. Er ging durch die Eroberung der Nordmark und der Mark Brandenburg in die deutsche Geschichte ein und gilt als Begründer des Hauses Anhalt. Aschersleben wurde unter Albrecht dem Bären der Mittelpunkt des von den Askaniern regierten Verwaltungs- und Gerichtssprengels. Quellen der Zeit künden von zahlreichen Gerichten in und um Aschersleben. So findet die gravescap to aschersleve im mittelalterlichen Rechtsbuch Sachsenspiegel Erwähnung.
Dass Aschersleben für Albrecht dem Bären besondere Bedeutung hatte, zeigt die Tatsache, dass erstmals eigene Münzen in Umlauf gebracht wurden. Um 1860 wurden bei Freckleben zahlreiche Brakteaten gefunden, die das Bildnis Albrecht des Bären zeigen. Diese Brakteaten und Denare waren die ersten anhaltischen Münzen. 1120 begann man mit dem Bau der Askanierburg. Die Lage der Burg ist bis heute umstritten, wahrscheinlich aber ist die Lage in Aschersleben dort, wo heute ein Platz davon kündet, am Burgplatz. Erwähnenswert ist die Erschlagung Udos von Freckleben 1130 durch die Anhänger Albrechts des Bären während einer Fehde. Als Albrecht der Bär am 18. November 1170 vermutlich in Stendal starb, gehörten die Askanier zu den bedeutendsten Fürstengeschlechtern im Heiligen Römischen Reich. Er hinterließ ein weiträumiges Herrschaftsgebiet, das neben der Grafschaft Aschersleben auch Brandenburg, Sachsen-Wittenberg, Sachsen-Lauenburg, sowie Teile Thüringens umfasste.
Das Gebiet übernahmen nun fünf seiner sieben Söhne. Innerhalb des askanischen Hauses kam es zu einer Erbteilung. Sein jüngster Sohn Bernhard III. (1140–1212) erhielt die askanischen Besitzungen östlich der Saale und, nach dem frühen Tod seines Bruders Adalbert 1171, auch das Ballenstedter Gebiet. Bernhard begründete im 12. Jahrhundert die askanische Grafschaft Aschersleben innerhalb des Fürstentums Anhalt, woraufhin die Stadt Grafschaftssitz, Verwaltungs- sowie Gerichtsort wurde.
In der Folgezeit gerieten die Askanier immer wieder mit ihren großen Rivalen, den Welfen, besonders im Streit um das Herzogtum Sachsen, aneinander. So zerstörten die Welfen unter Heinrich dem Löwen 1140 nicht nur die Burg Anhalt im Selketal, sondern verwüsteten 1142 und 1175 auch den Ort Aschersleben.
Nach dem Tode seines Vaters, Bernhard III., im Jahre 1212 wurde das Land, wie bei den Askaniern üblich, unter die beiden Söhne des Verstorbenen aufgeteilt: Heinrich I. (1170–1252) übernahm die Regierung in Anhalt, und Albrecht übernahm das sächsische Gebiet. 1218 wurde Heinrich in den Fürstenstand erhoben.
1250 wurde das Marienkloster, vor der Ortschaft gelegen, gegründet. 1252 wurde Anhalt nach dem Tod Heinrichs I. in drei Fürstentümer aufgeteilt: Anhalt-Aschersleben, Anhalt-Bernburg und Anhalt-Köthen. Sitz des Fürstentums Anhalt-Aschersleben wurde der Ort Aschersleben mit Heinrich II. von Anhalt an der Spitze. Die Bedeutung des Ortes wuchs nun, aus einem Bauerndorf wurde ein Städtchen, und so verlieh Heinrich II. von Anhalt 1266 Aschersleben das Stadtrecht. Als Heinrich 1266 starb, beerbte ihn sein Sohn Otto I., und als dieser wiederum 1304 starb, wurde Otto II. der Regent über Aschersleben.
Otto II., Graf von Ascharien und Fürst von Anhalt, stellte am 27. April 1315 seine letzte Urkunde aus. Kurz danach starb er und hinterließ zwei Töchter, Elisabeth und Katharina, jedoch keine männlichen Erben.
Von nun an entbrannte ein jahrzehntelanger Kampf um das Aschersleber Erbe. Im Dezember 1316 belehnte der Bischof Albrecht I. von Halberstadt seinen Bruder, Graf Bernhard II. von Anhalt-Bernburg, mit Haus und Stadt Aschersleben. Der Bernburger erkannte damit die lehnsrechtliche Oberhoheit des Bischofs an. König Ludwig IV. belehnte zwei Jahre später Bernhard II. mit all dem Besitz, den Otto II. vom Reiche zu Lehen gehabt hatte.
Die Frau des verstorbenen Otto II., Gräfin Elisabeth, erhielt Aschersleben als Witwensitz und musste für Schenkungen die Zustimmung beider Töchter und die Genehmigung von Bernhard II. einholen. 1322 weitete sich der Streit um Aschersleben zwischen Bernhard III. von Anhalt-Bernburg und dem Halberstädter Bischof Albrecht II. von Braunschweig-Lüneburg zu einem erbitterten Rechtskampf aus.
Obwohl Kaiser Ludwig IV. der Bayer mehrmals zugunsten Bernhards intervenierte, verblieb Aschersleben beim Bistum Halberstadt als Teil des Niedersächsischen Reichskreises. Die Aschersleber Bürgerschaft ergriff unter dem Motto Unter dem Krummstab ist gut leben während dieses Streits Partei für Halberstadt.

## Mittelalter

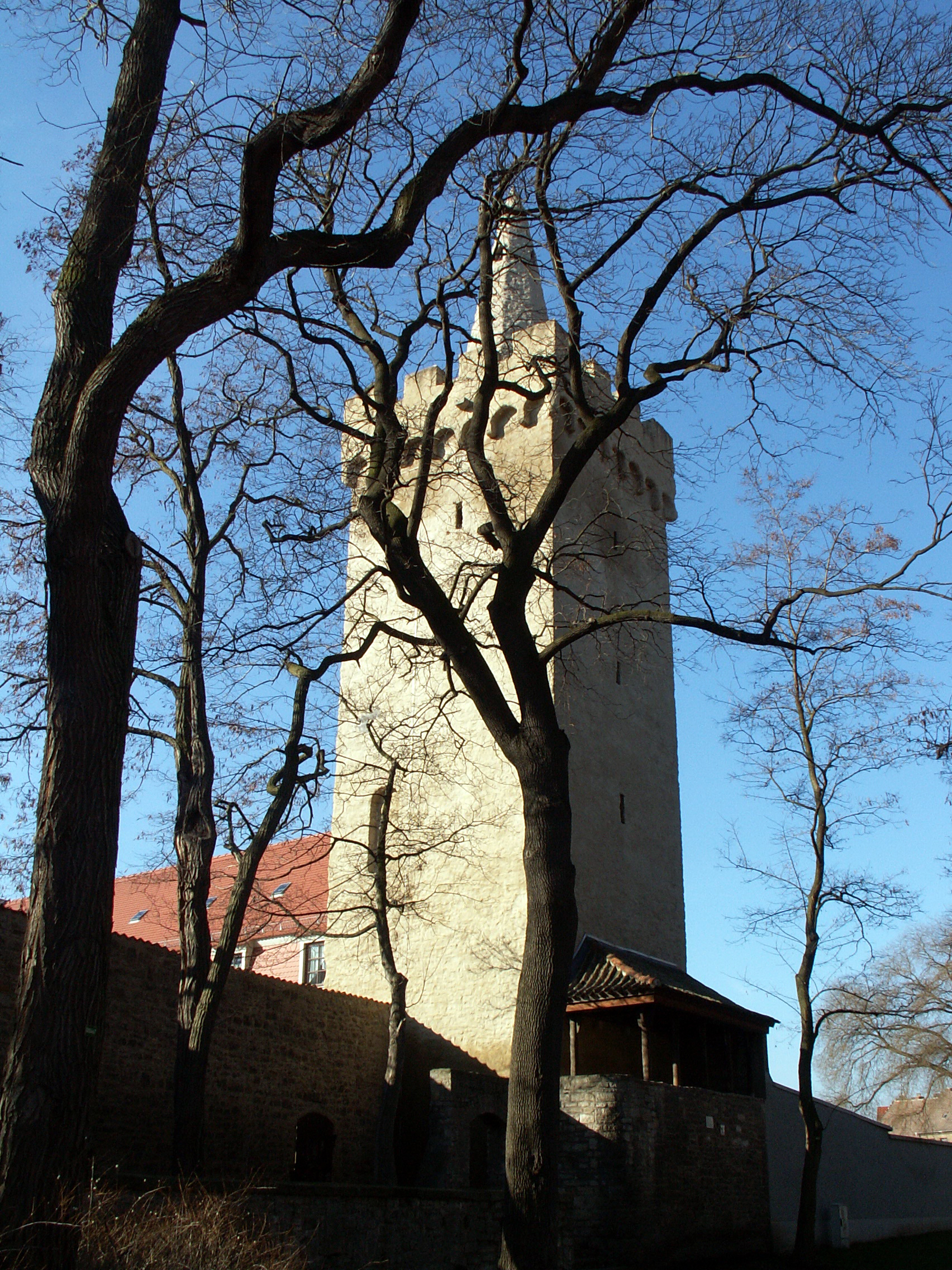
Rabenturm

### Beginn größerer Bauprojekte
1322 wurden die Arbeiten zur Errichtung der Stadtbefestigungsanlage begonnen, nachdem Elisabeth, die Witwe des letzten Aschersleber Grafen, die Erlaubnis dazu erteilt hatte. Im Jahre 1325 wurde die Lateinschule von Aschersleben (heute Stephaneum) erstmals erwähnt. 1326 schloss sich die Stadt mit Halberstadt und Quedlinburg zu einem Dreistädtebund zusammen, der 150 Jahre andauern sollte. 1380 wurde der Bau des Johannisturms begonnen. Wegen Geldnot sollte über Aschersleben das Interdikt verhängt werden. Papst Benedikt XIII. verbot dies jedoch im Jahr 1401. 1406 begann der Bau der Stephanikirche, der bis zum Jahre 1507 dauerte.

### Beitritt zur Hanse
1415 trat die Pest zum ersten Mal in Aschersleben auf. 1426 trat Aschersleben der Hanse bei. 70 Rheinische Goldgulden wurden für die Aufnahme in das Städtebündnis bezahlt. Die Mitgliedschaft dauerte bis 1518 an. 1428 erhielt die Stadt das Schultheißenamt und 1443 Burg und Vogtei. Damit war sie eine freie Reichsstadt mit einem verbrieften Territorium und einer eigenen Verwaltung, die Steuern und Zölle erheben durfte.

### Regierung durch den Stadtrat
Der am frühesten erwähnte Magistrat (Senat bzw. Rat) der Stadt wurde um 1308 von einem Consul (Bürgermeister) namens Herrmann de Daldorp angeführt. Die Ratswahl erfolgte seinerzeit durch 12 Gildemeister und 6 Zunftmeister, wobei alljährig 6 verständige und untadelhafte Männer aus den 6 Gilden (Kaufleute, Schuster, Bäcker, Knochenhauer, Schneider und Krämer) und 6 aus der Gemeindebürgerschaft in den Rat gewählt wurden. 1412 wurde die gegenseitige Wahl unter Verwandten verboten. 1428–1452 wurde Busso von Hartze sechsmal, 1480 sein gleichnamiger Sohn als Bürgermeister von Aschersleben gewählt. Ab 1530 stellte der Rat (auch Rat der Dreißig) eine Art abwechselnde Regierung dar. Er bestand nun aus drei sogenannten „Mitteln“ zu je 10 Ratsmitgliedern. Jedes „Rats-Mittel“ regierte 1 Jahr lang und nach drei Jahren war stets wieder dasselbe Mittel am Ruder. Ein Mittel umfasste 1 Bürgermeister, 1 Stadtvogt, 1 Schultheiß, 2 Reitherren, 2 Kämmerer, 2 Bauherren und 1 Kellermeister. Hierdurch erklärt sich zum Beispiel die fast gleichzeitige Erwähnung der Bürgermeister Johann Herzog, Matthias Laue und Daniel Lindau um 1653. Der Bürgermeister des regierenden Mittels war stets der „regierende Bürgermeister“.
1708 wurde der Magistrat auf 2 Mittel, und jedes davon auf 7 Personen vermindert. 1715 wurde kurzfristig wieder die Zahl von 3 Mitteln hergestellt, bis 1720 der abwechselnde Senat ganz abgeschafft und ein dauerhafter Rat von 12 Personen eingesetzt wurde. Dieser umfasste 1 Oberbürgermeister, 1 Polizeibürgermeister, 1 Justizbürgermeister, 1 Syndikus, 1 Kämmerer, 1 Kämmerei-Kontrolleur, 4 Ratsmänner, 1 Stadtsekretär und 1 Pupillensekretär.

### Fertigstellung der Stadtbefestigung
Zwischen 1440 und 1470, zur Amtszeit des Bürgermeisters Marcus Müller (1430–1491), wurden große Teile der Stadtbefestigung fertiggestellt. Hierfür fand vor allem auch Baumaterial der alten Stadtburg Wiederverwendung. Nach Fertigstellung hatte die Stadtmauer eine Länge von 2,3 km, eine Höhe von acht Metern und eine Stärke von 0,8 bis zu einem Meter. Wohlhabende Bürger hatten einige Stadttürme sogar privat finanziert und mussten bei Gefahr diese auch besetzen, auch unter Einsatz des eigenen Lebens. Von 1507 bis 1583 erfolgte der Bau des Rondells.

## Reformation und Bauernkrieg

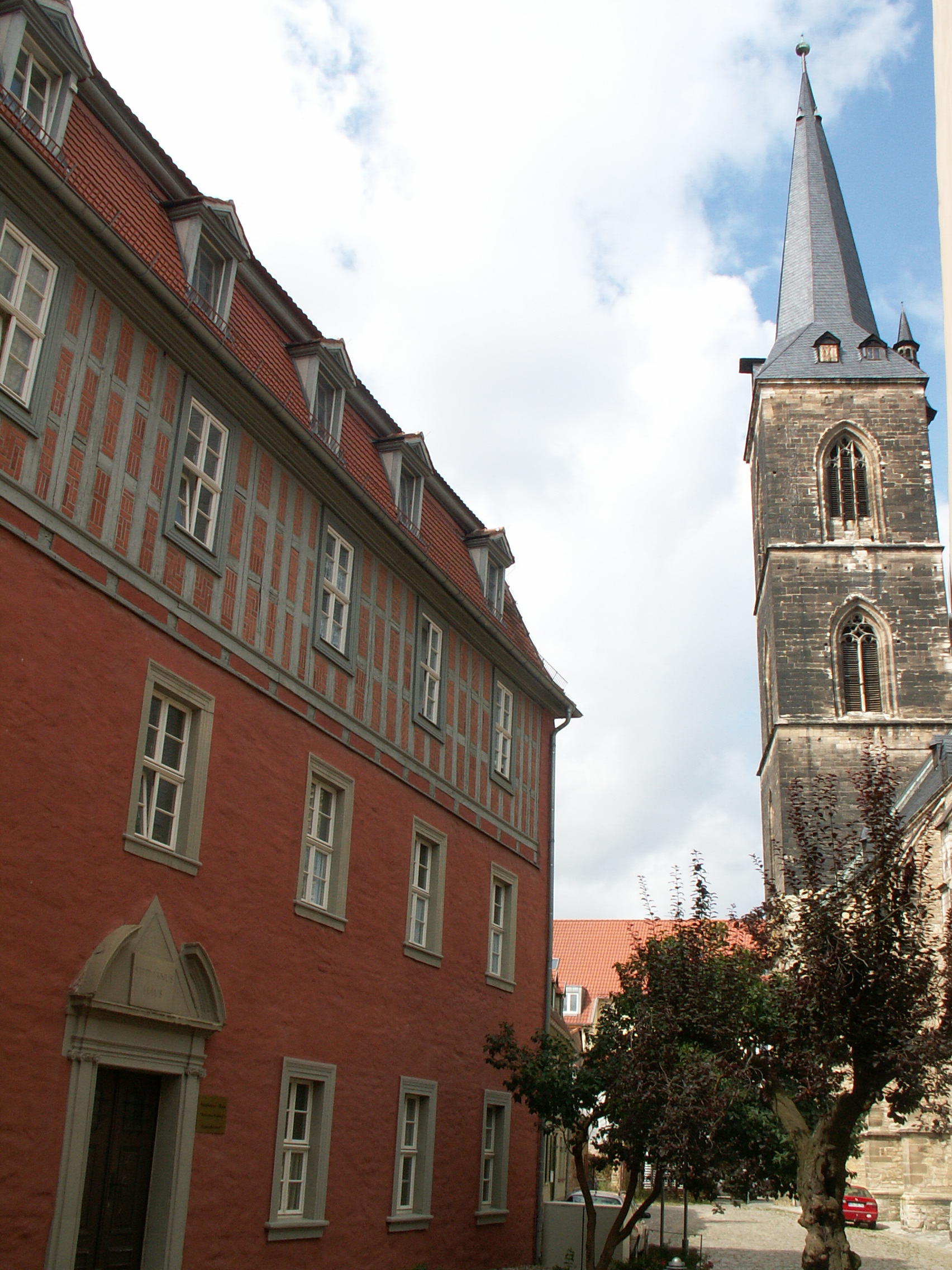
Ehemalige Lateinschule

Bis zur Reformation befand sich innerhalb der Mauern der Stadt das Kloster der Barfüßer-Bettelmönche vom Franziskanerorden, von dem noch heute die sehr gut erhaltene Marktkirche übrig ist. Des Weiteren befand sich das Zisterzienser-Nonnenkloster St. Marien kurz vor den Mauern der Stadt in der Liebenwahnschen Vorstadt. Die Einwohner der Stadt waren überwiegend katholischen Glaubens und kirchentreu, so wurden auch hier im Jahre 1454 Ketzer auf dem Scheiterhaufen verbrannt. Aber auch in Aschersleben regte sich Protest gegen die Praktiken der Kirche beim Eintreiben des Ablasses. Nachdem Martin Luther seine Thesen zu Wittenberg an die Schlosskirche geschlagen hatte, dauerte es nicht lange, bis auch im Bistum Halberstadt, zu dem Aschersleben gehörte, die Lehre Luthers Einzug hielt. Ausgangspunkt der Reformation in Aschersleben war die 1325 gegründete Lateinschule an der Stephanikirche.
Dass Thomas Müntzer an dieser Lateinschule Hilfslehrer oder Hilfsgeistlicher (lateinisch: Collaborator) gewesen sein soll, belegt kein Dokument. Einzig seine durch Folter erpresste Aussage am 16. Mai 1525 belegt seinen Aufenthalt in der Stadt: Zu Aschersleben und Halla do habe er in der jugent, als er collaborator gewest, auch eyn verbuntus gemacht. Dar innen seyn/ Peter Blinde zu Aschersleben, … Nachweislich ist sein Wirken als Propst an der Stiftskirche zu Frose bei Aschersleben. Im Jahre 1524 begann der Rektor der Lateinschule Petrus Lenz, ohne Erlaubnis das Evangelium im Geiste Luthers zu lehren. Die Mehrheit der Bevölkerung Ascherslebens wandte sich dem neuen Glauben zu und blieb den Gottesdiensten in der katholischen St. Stephanikirche fern.
Als im Jahre 1525 der Deutsche Bauernkrieg begann, kam es in einigen Städten und Dörfern der Gegend zu Aktionen der Bauern, wobei die Stadt Aschersleben die Gelegenheit für eigene Vorteile nutzte. Die Aktionen waren vor allem gegen die zwei in Aschersleben beheimateten Klöster und deren Grundbesitz in verschiedenen Dörfern gerichtet. Kurz bevor Anfang Mai 1525 die Bewegung Aschersleben erfasste, räumten die Franziskaner ihr Kloster am Markt und zogen nach Zerbst. Die Nonnen des Marienklosters blieben zunächst jedoch, trotz Warnungen der Stadt, in ihrem Kloster. Nachdem aber immer mehr Klöster der Umgebung geplündert wurden, zogen die Nonnen in das verlassene Franziskanerkloster. Der Rat der Stadt forderte für den Schutz der Nonnen die Abtretung sämtlicher Klostergüter und das Patronat für die Stephanikirche. Die Äbtissin lieferte sämtlichen Besitz ab, so auch das Klosterarchiv mit allen Privilegien und Besitzakten. Kurz darauf plünderte ein Haufen aufständischer Bauern gemeinsam mit Teilen der armen Landbevölkerung das Kloster und verwüsteten es. Die Stadt verhinderte die völlige Zerstörung des Klosters nicht, kam man doch somit dem Ziel näher, die katholische Kirche völlig aus der Stadt zu drängen und mehr Unabhängigkeit vom Bischof in Halberstadt zu erlangen. Dieser verhängte am 30. September 1525 eine Geldstrafe an die Stadt in Höhe von 6000 Gulden sowie eine weitere Zahlung von 600 Gulden an die Nonnen. Am 18. Oktober des Jahres berief man mit dem bereits erwähnten Prediger Petrus Lenz († 1529) zum Amt des ersten Pfarrers der Kirche. Dies war ein erster Erfolg für die Reformation in Aschersleben. Auf Lenz folgte wieder ein katholischer Vormittagsprediger, dem jedoch ab 1631 der evangelische Nachmittagsprediger Andreas Sachse an die Seite gesetzt wurde.

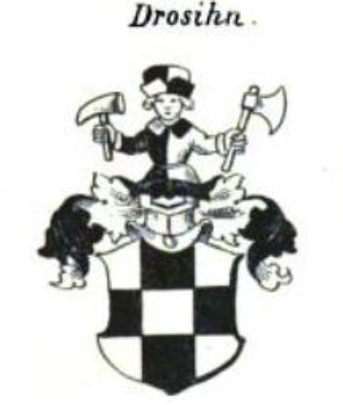
Wappen Drosihn

Nach der Niederschlagung des Bauernaufstandes und der Hinrichtung der Führer dauerte es bis zum Jahre 1541, ehe sich die Reformation im Bistum Halberstadt endgültig durchgesetzt hatte. Zum Jahreswechsel 1541/42 wurden in Aschersleben die beiden katholischen Kaplane der Stephanikirche durch zwei evangelische Pastoren (Hauptprediger Georg Drosihn und ab 1547 Petrus Plateanus) besetzt.
Wie überall in Europa grassierte die Pest in dieser Zeit auch in Aschersleben. 1528 und 1566 kam es zu erneuten Pestepidemien. 1566 starben dabei etwa 1400 Menschen. Die Krankheit grassierte nochmals 1625 bis 1626, diesmal mit fast 2800 Todesopfern.

## Dreißigjähriger Krieg

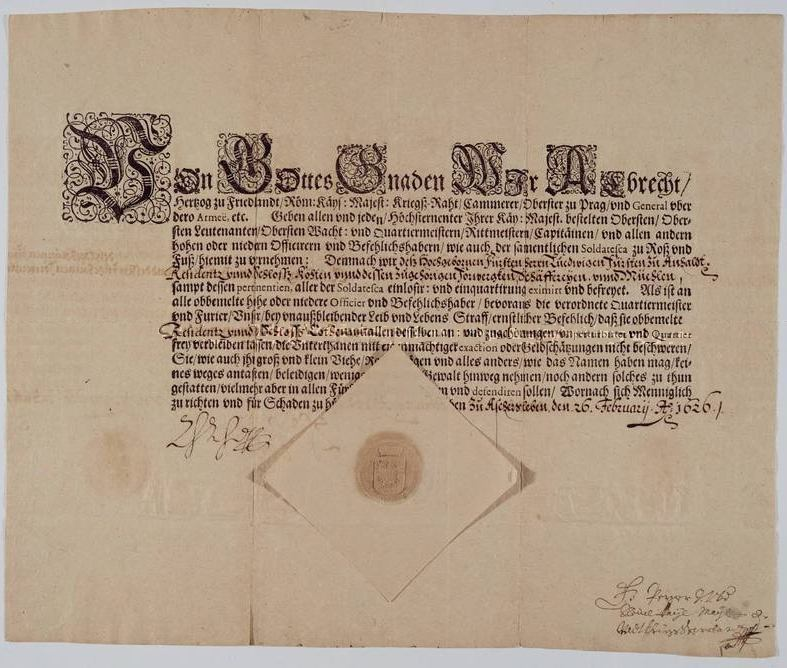
Schutzbrief, in dem Wallenstein die Schonung sämtlicher Güter und Untertanen des Fürsten Ludwig I. (Anhalt-Köthen) garantiert. Erstellt in Aschersleben am 26. Februar 1626

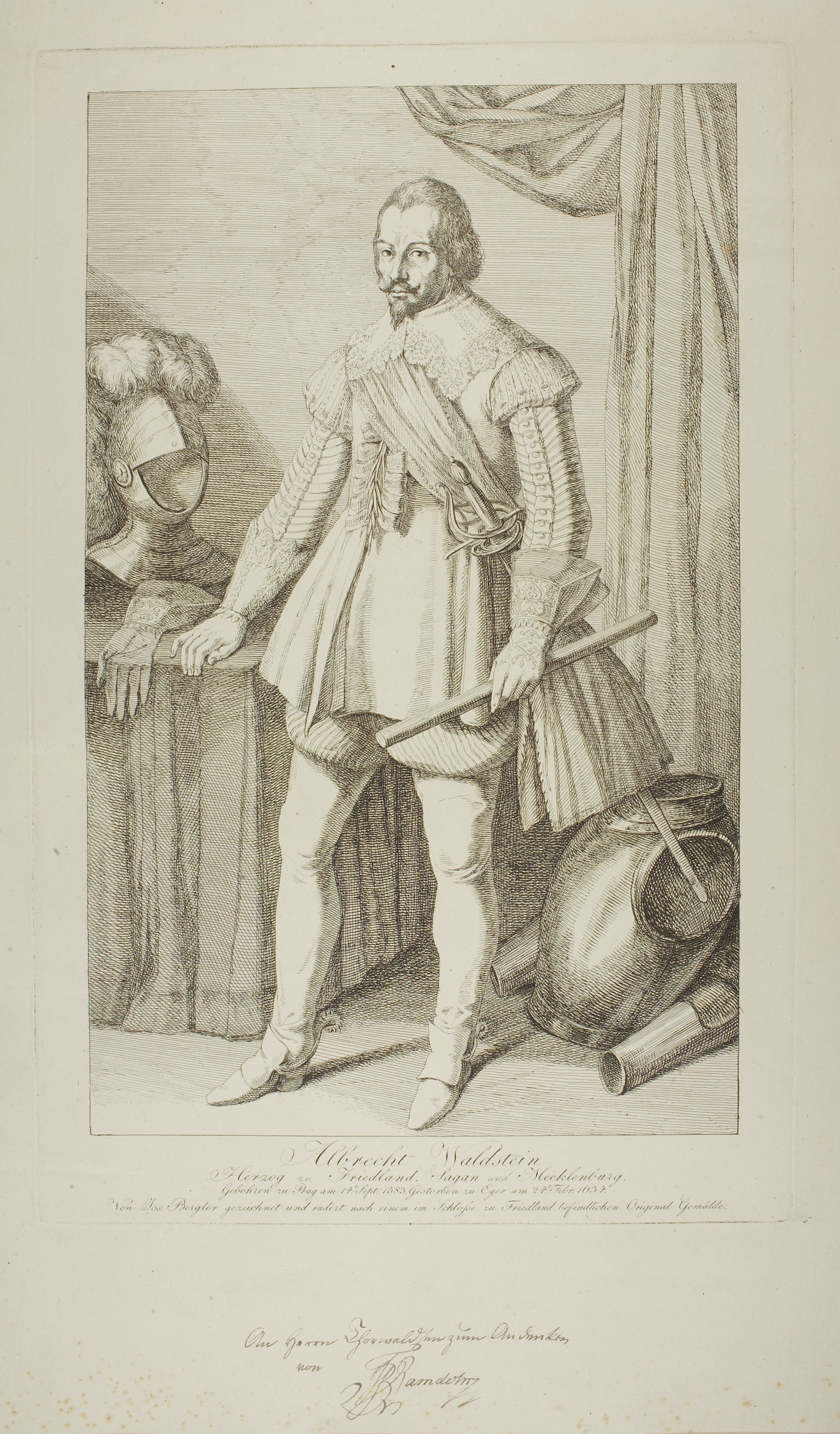
Albrecht Waldstein (Wallenstein), Herzog zu Friedland, Sagan und Mecklenburg, kaiserlicher Kriegsrat und Kämmerer, Obrist von Prag und General. Radierung von Joseph Bergler, um 1820 (mit Widmung des FWB v. Ramdohr für Bertel Thorvaldsen)

Nachdem im Mai 1618 mit dem Prager Fenstersturz der Dreißigjährige Krieg ausgelöst worden war, quartierten sich am 7. August desselben Jahres die ersten Truppen unter Graf Otto von der Lippe in der Stadt ein. Es folgten bis 1623 einige Auseinandersetzungen mit diversen brandschatzenden Truppen innerhalb und vor den Mauern der Stadt.
Vom 30. Dezember 1625 bis zum 4. Januar 1626 weilte General Wallenstein erstmals in Aschersleben. Er schlug hier für einige Zeit sein Hauptquartier im Krukmannschen Haus am Markt auf. Bereits im Januar 1626 hatten Wallensteins Truppen starke Positionen an der Mittelelbe bezogen. Zwei Regimenter unter Aldringen und Collalto waren in Anhalt eingerückt und hatten Dessau und die Elbbrücke bei Roßlau besetzt, die mit starken Befestigungen versehen wurde. Wallenstein selbst verblieb in seinem Hauptquartier in Aschersleben und leitete die Werbungen, die ihm vom Kaiser genehmigt worden waren, um die Größe des Heeres auf 60.000 Mann zu verdoppeln. Auch vor und nach der Schlacht an der Dessauer Brücke bezog Wallenstein sein Quartier in Aschersleben. Es folgten noch weitere Aufenthalte bis zum Jahre 1630.
Im Sommer 1630 lagen die Truppen der Generäle Heinrich von Holk und Bruni und im Oktober der österreichische General Montecuculi mitsamt ihren Truppen in der Stadt. Anfang 1631 trafen erstmals kaiserliche Truppen ein. Kurz nachdem er Magdeburg erobert und verwüstet hatte (Magdeburger Hochzeit), gelangte am 26. Mai 1631 erstmals Tilly nach Aschersleben. Zusammen mit Pappenheim zog er zunächst weiter nach Staßfurt. Nach der gegen den Schwedenkönig Gustav II. Adolf erlittenen Niederlage in der Schlacht bei Breitenfeld kamen die geschlagenen Tilly und Pappenheim zurück nach Aschersleben und nahmen hier für einige Zeit Quartier.
1632 kam das Stift Halberstadt und somit auch Aschersleben unter schwedische Herrschaft. So mussten nach Bekanntwerden des Todes von König Gustav Adolf II. auch in Aschersleben für ganze vier Wochen die Glocken geläutet werden. In den folgenden Jahren beherbergte die Stadt den schwedischen General Johan Banér und den schwedischen Kanzler Axel Oxenstierna im Jahre 1634.
Das Bistum Halberstadt mitsamt Aschersleben kam im Mai 1635 als Folge des Prager Friedens an Sachsen. Nun rückte der sächsische General Dähne mit mehreren Regimentern ein. Im März 1636 musste die Stadt den Rachefeldzug des schwedischen Feldmarschalls Johan Banér mit seiner Armee erdulden. Diese plünderten und brandschatzten mehrere Tage lang die Stadt und ihre Vororte. Die Stadt wurde nun in den folgenden Jahren mehrmals von schwedischen und kaiserlichen Truppen geplündert.
1636 wurde die Margarethenkirche von den Schweden ausgeplündert und verwüstet. Zudem wütete ab April erneut eine große Pestepidemie und forderte 1125 Menschenleben unter der Einwohnerschaft (etwa ein Drittel der Bevölkerung) und rund 500 Opfer unter den Fremden, hauptsächlich schwedischen Soldaten und Flüchtlingen. 1641 verließ der schwedische Kommandant Hermann die Stadt und abermals kamen die Kaiserlichen. 1642 weilte Erzherzog Leopold Wilhelm von Österreich für einige Zeit in der Stadt. Unter dem Grafen Königsmarck bestürmten schwedische Vortruppen im November 1642 die Tore der Stadt und erlangten abermals die Vorherrschaft über die Stadt.
Im Jahr 1643 kam es zu heftigen Kämpfen zwischen den schwedischen und kaiserlichen Truppen in der Gegend um Aschersleben. Im Juni war Aschersleben so stark unter kaiserlicher Bedrohung, dass sich die Schweden entschlossen, die aus über 400 Häusern bestehende Vorstadt, abzureißen. 1644 wurde der ständige Verteidigungszustand der Stadt von den Schweden ausgerufen. Es erfolgte die Verstärkung der Stadtbefestigung sowie die Bewässerung der Stadtgräben. Abgerissen wurden das Elisabeth- und das St. Johannishospital. 1646 gab es wiederum zahlreiche Streifzüge plündernder Soldaten durch die Stadt.
Mit dem Westfälischen Frieden von 1648 fiel Aschersleben mit dem Bistum Halberstadt an Brandenburg. Trotz zahlreicher Versuche der anhaltischen Fürsten, Ansprüche auf Aschersleben geltend zu machen, blieb eine der ersten Grafschaften Anhalts somit für das Haus Anhalt verloren.
Angesichts dessen, dass Aschersleben, etwa im Vergleich zu Magdeburg, die Drangsale des Dreißigjährigen Kriegs und der Pestepidemien relativ unbeschadet überstanden hatte, wurden um 1656 die damaligen Magistratsmitglieder wegen der „vorzüglichen Leitung der Stadt“ mit einer Porträtserie, gefertigt vom Maler Wulf Ernst Lindemeyer (* 1601; † um 1663), geehrt. Diese Gemälde wurden auf der Galerie neben der Orgel von St. Stephani ausgestellt und umfassen unter anderem Bildnisse der Ratsherren David Beise, Johann Hertzog, Daniel Lindau, Andreas Müller, Johann Müller, Ascanius Pflaume, Asmus Pflaume, Joachim Ramdohr, Johann Wolff und Valentinus Zwantzig.

## 18. Jahrhundert

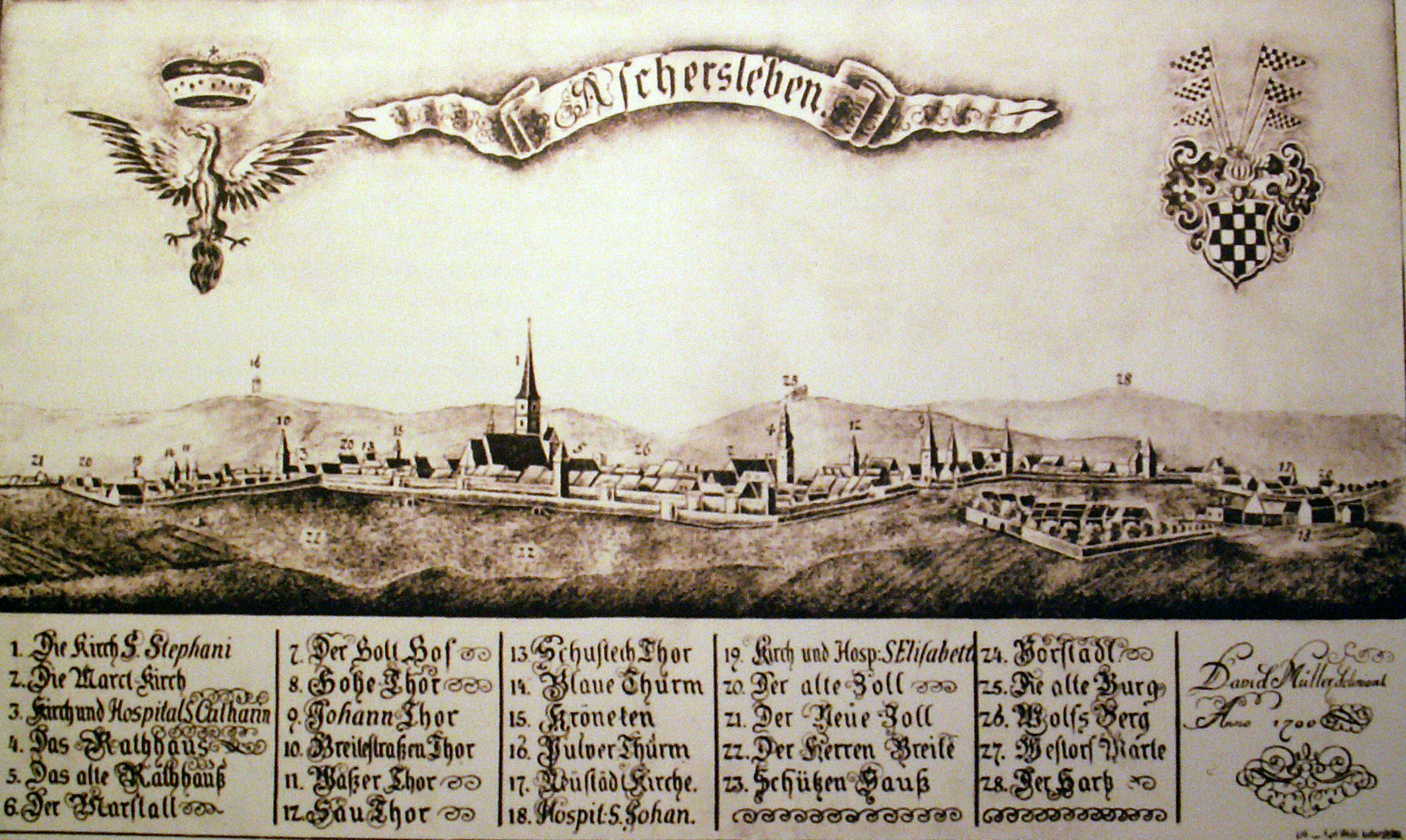
Aschersleben um 1700, Darstellung von David Müller

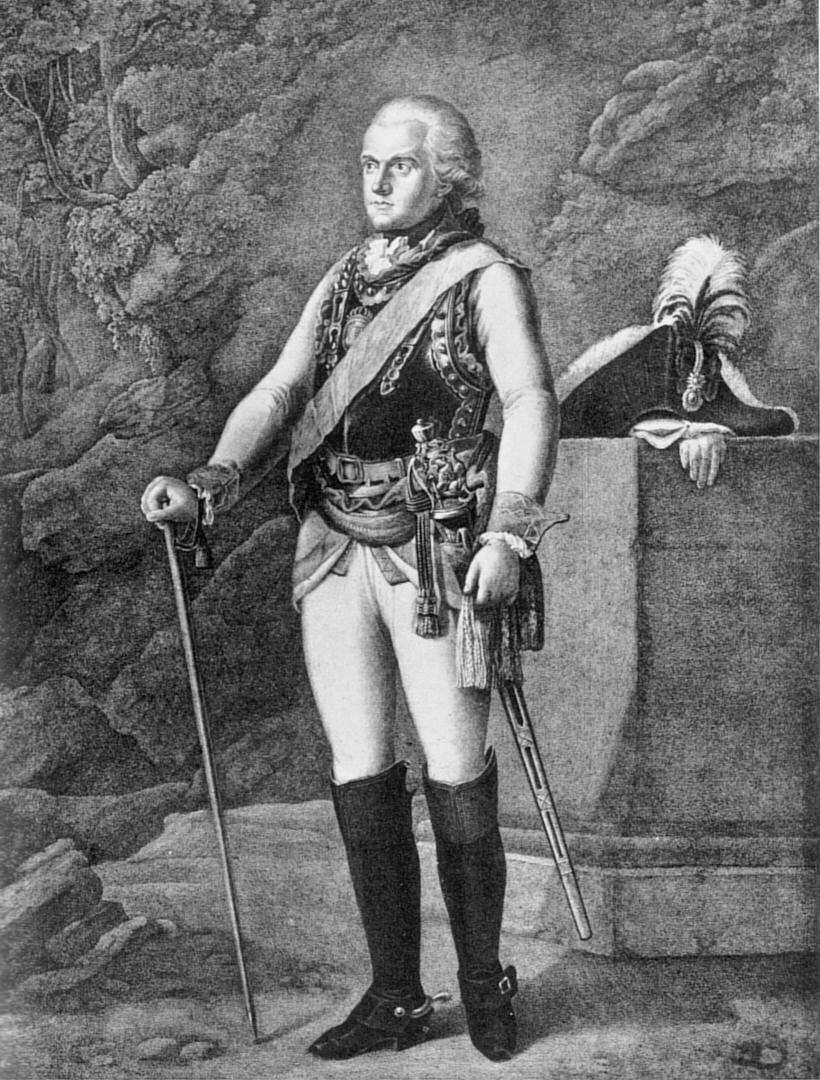
Carl August als Ascherslebener Kürassier, Stich von Müller nach dem Gemälde von Georg Melchior Kraus

1698 besuchte Zar Peter der Große, auf der Rückreise von Holland kommend, die Stadt. Zur Weiterbeförderung mussten von der Stadt 28 vierspännige Wagen gestellt werden, weitere 24 von den umliegenden Dörfern. Am 29. Mai 1698 weilte der Zar ein weiteres Mal in der Stadt, diesmal mit eigenen 50 Pferden als Vorgespann. Im Jahre 1717 kam er zum dritten und letzten Male in Aschersleben an, als er sich auf der Durchreise von Bernburg nach Halberstadt befand.
1722 wurde Aschersleben zur Garnisonsstadt. Das Prinz-Gustavsche Kavallerieregiment war nach General Gustav von Anhalt-Dessau benannt, und zog am 1. Mai 1722 hier ein. Zu den Offizieren zählten auch zahlreiche Hugenotten, etwa aus den Familien Lostanges und Blancher de Feyrac, und die Herren Offiziere veranlassten den Bau eines Reitplatzes, der Herrenbreite. Verstreut über das Stadtgebiet gab es mehrere Gebäude, um die verschiedenen Eskadronen, die Kommandantur und Verwaltung des Regiments unterzubringen. Die Einquartierung und Forderungen der Soldaten führten zu einer nicht unerheblichen Belastung für die Bürger der Stadt. König Friedrich Wilhelm I. von Preußen musterte dieses Regiment mehrmals, so beispielsweise in den Jahren 1718 und 1725. Der berühmte preußische König Friedrich II. kam 1744 erstmals nach Aschersleben, um sich mit dem Fürsten Leopold I. hier zu treffen.
Während des Siebenjährigen Krieges tauchten 1757 französische Truppen vor den Toren der Stadt auf, wurden hier aber nicht in kriegerische Handlungen verwickelt. Im Oktober 1760 war die Stadt jedoch für einige Tage fest in französischer Hand und konnte sich nur durch Zahlung von 23.000 Talern, Übergabe von Dutzenden Pferden, sowie zeitweiliger Einquartierung und Beköstigung derselben Franzosen, vor Brandschatzung und Plünderung schützen.
Im Januar 1778 gründete sich in der Stadt die Freimaurerloge Zu den Drei Kleeblättern, deren Tempel noch heute im städtischen Museum zu besichtigen ist.
Dreimal rückte das in der Stadt ansässige Kürassierregiment unter Friedrich II. aus. So beispielsweise beim Feldzug in der Champagne 1792. Der Chef des Regiments war, im Range eines Generalleutnants, seit 1794 der Herzog Karl August von Sachsen-Weimar-Eisenach (1757–1828) von Weimar.
Auch Johann Wolfgang von Goethe weilte in dieser Zeit mehrmals mit seinem fürstlichen Freunde in Aschersleben, so in den Jahren 1789, 1792 und 1798. Beide bewohnten das Gebäude der Regimentskommandantur am Tie 29, Ecke Hohe Straße, wo noch heute eine Gedenkplatte daran erinnert. Der romantische Dichter Friedrich de la Motte Fouqué war von 1794 bis 1802 als Korsett und später als Leutnant Angehöriger des 6. preußischen Kürassierregiments und bewohnte während seiner Aufenthalte das Gebäude des Lederer Bräustübls. Bei einem Ritt durchs Einetal soll er die Bilder für sein Märchen Undine „erhalten“ haben, das durch E. T. A. Hoffmann und Albert Lortzings Oper (1845) weithin bekannt wurde.

## 19. Jahrhundert bis zur Gründung des Deutschen Reiches

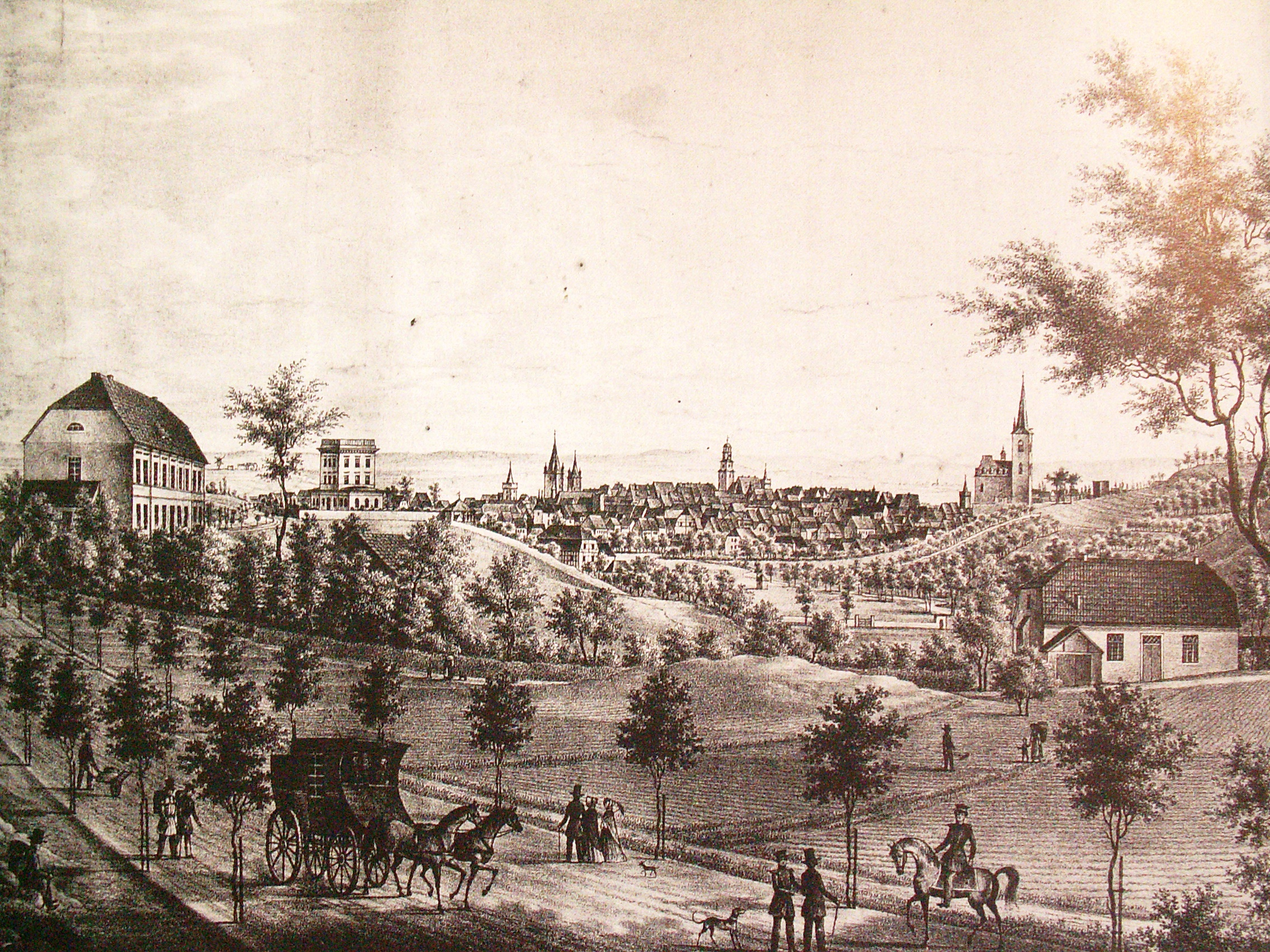
Aschersleben von Westen um 1850

Am 26. August 1803 hatte die Stadt hohen Besuch. Der damalige König von Schweden war mit seiner Gattin und seinem Gefolge, Gast der Stadt.
Nach der Niederlage Preußens in Jena und Auerstädt im Oktober 1806, kamen am 15. Oktober die ersten preußischen und sächsischen, z. T. verwundeten Flüchtlinge in der Stadt an. Sie zogen weiter nach Magdeburg, wo sie sich zu sammeln hatten. Am 20. Oktober kam dann ein 20.000 Mann starkes französisches Armeekorps vor die Stadt und bezog ein Lager am Seegraben. Diese Truppen forderten von der Stadt Tribut. Sie erhielten von der Stadt 4360 Taler Gold, und 1261 Taler und 4 Silbergroschen. Trotz des daraufhin durch die Offiziere ausgesprochenen Verbotes der Plünderung der Stadt, fielen dutzende Franzosen in die Vorstädte ein und plünderten diese, einschließlich der Mühlen vor der Stadt. Am 22. November zog dieses Armeekorps weiter in Richtung Bernburg.

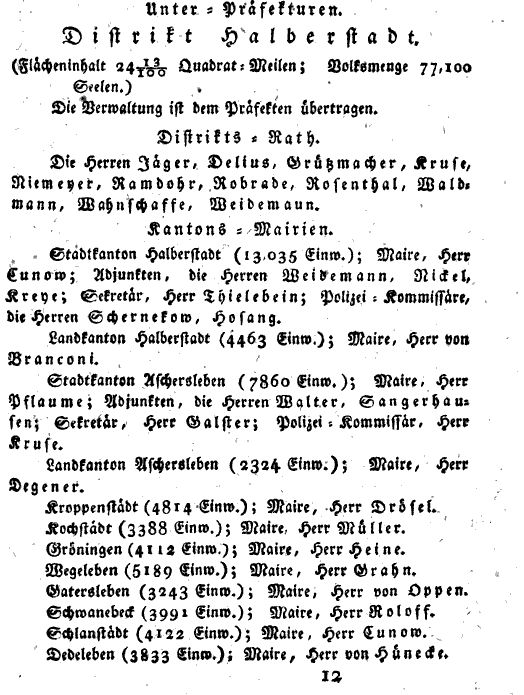
Westfälische Verwaltung von Aschersleben, westfälisches Staatshandbuch 1811

Im Zuge der Napoleonische Kriege fiel am 9. Juli 1807 durch den Frieden von Tilsit, Aschersleben dem französischen Satellitenstaat Königreich Westphalen zu. Aschersleben gehörte nunmehr zum Distrikt Halberstadt im Département de la Saale. An die Spitze der Stadt trat ein Maire. Der code civil, französisches Münzrecht und Gerichtsordnung galten nun auch für Aschersleben. Des Weiteren wurden die Gilden und Zünfte aufgehoben. Im März 1807 hatte man damit begonnen, ein erstes westfälisches Kürassierregiment zu bilden. Dieses verließ bald darauf jedoch die Stadt und es rückten Husaren hier ein, die bis März 1809 blieben. Vom Februar 1809 bis April des Jahres lagerte in der Stadt ein französisches Chasseurregiment. Im Laufe des Sommers sah Aschersleben verschiedene holländische Regimenter, westfälische Jäger, Infanterie- und Kavallerieabteilungen und 400 Mann polnischer Truppen.
Vom April bis November 1811 weilte das zweite westfälische Kürassierregiment in den Mauern der Stadt. Als Napoléon 1812 nach Russland zog, mussten auch etwa 900 Aschersleber Bürger teilnehmen, von ihnen kamen nur 40 lebend zurück.
Im März 1813 zog sich um Quedlinburg eine französische Armee unter dem Vizekönig von Italien, Eugène de Beauharnais, zusammen. Vom 12. bis zum 15. April zog er mit seinem Generalstab in Aschersleben ein. Der König von Westphalen, Jérôme Bonaparte, Bruder Napoléons, weilte 1813 zu einem Kurzbesuch in Aschersleben. Nach dem Abzug der Franzosen wurde Aschersleben am 4. November 1813 wieder preußisch. Sogleich erteilte König Friedrich Wilhelm III. am 19. November die Erlaubnis, ein Freiwilliges Husarenregiment zu bilden, das später das Husarenregiment Nr. 10 wurde.

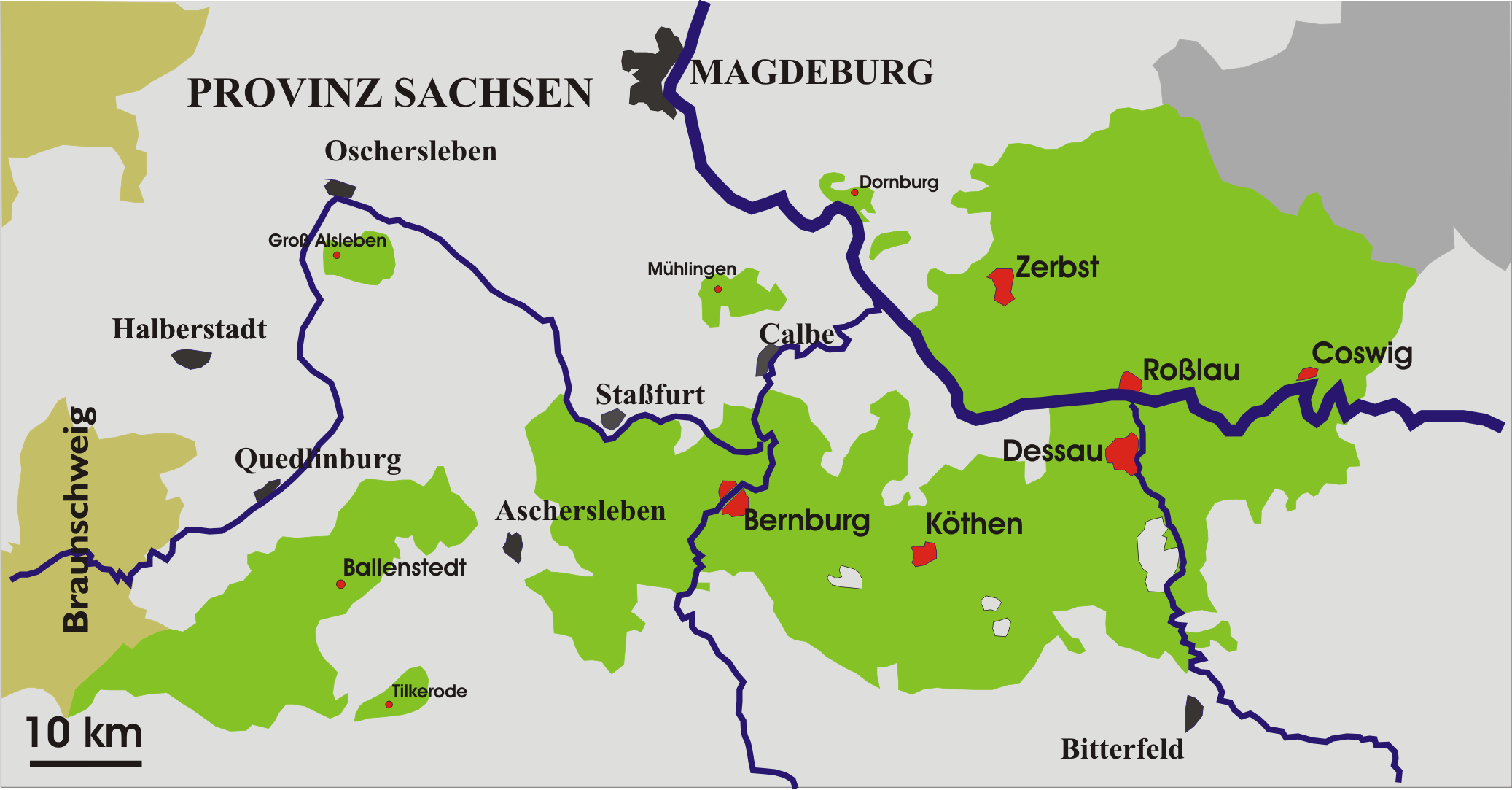
Anhalt 1863–1942

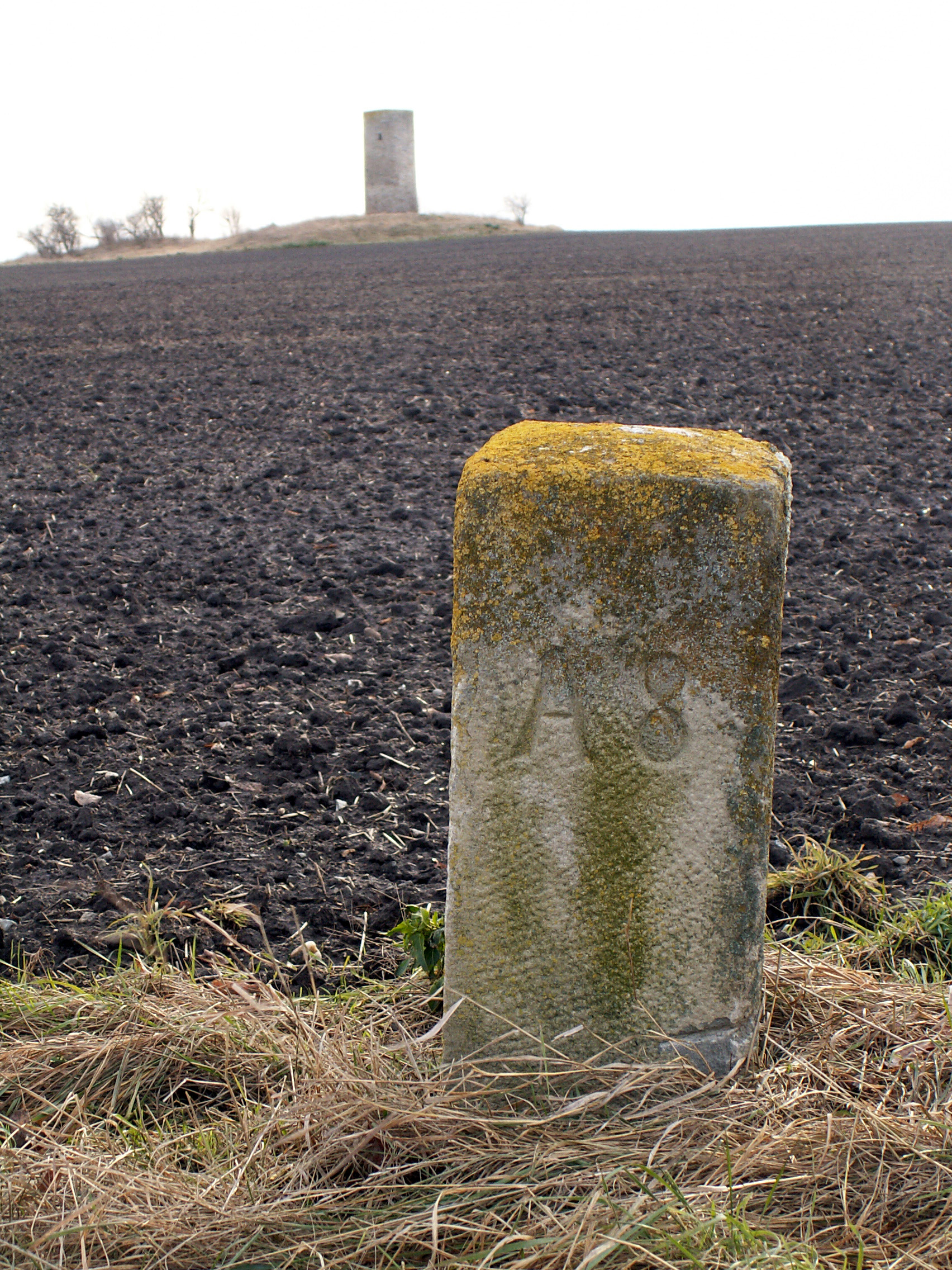
Grenzstein zwischen Preußen und Anhalt an der Staßfurter Warte

Nach der Völkerschlacht von Leipzig und dem Wiener Kongress 1815 wurde Aschersleben der neu geschaffenen preußischen Provinz Sachsen zugeordnet. Die Stadt lag weiterhin im preußischen Korridor zwischen den beiden anhaltischen Landesteilen, sodass bis zum Jahre 1834, mit dem Beitritt Preußens und Anhalts zum Deutschen Zollverein, der Schmuggel in und um Aschersleben herum, blühte.
Im Revolutionsjahr 1848 gab es auch hier politische Unruhen, das ansässige Husarenregiment wurde zur Bekämpfung der Unruhen nach Magdeburg geschickt. Zur Unterdrückung von Bürgerunruhen in Aschersleben rückte 1849 das Kürassier-Regiment Nr. 7 ein.
1850 wütete die Cholera erstmals in Aschersleben, an deren Folgen starben 164 Menschen.
1865 wurde die Stadt an das Eisenbahnnetz angeschlossen (Bahnstrecke von Dessau nach Halberstadt). Das führte zu einem industriellen Aufschwung. Industriezweige wie Zuckerrübenverarbeitung, Braunkohle-, Kali- und Salzabbau, Papierindustrie sowie Maschinenbau siedelten sich in der Stadt an, vor allem nach Gründung des Deutschen Reiches 1871. Um 1865 entstanden zudem die ersten Gasleitungs-Netze, teils unter Verwertung von Leuchtgasen, die als Nebenprodukt aus der Verarbeitung der Braunkohle anfielen.
Am 25. Juli 1870 rückte das hiesige Husarenregiment zur Teilnahme am Deutsch-Französischen Krieg aus. Im Herbst 1870 kamen die ersten 500 französischen Kriegsgefangenen nach Aschersleben. Deren Anzahl erhöhte sich im Laufe des Krieges auf 1500. Am 18. April 1871 verließ der erste Teil der Franzosen die Stadt, die letzten französischen Offiziere durften am 11. Juni die Stadt verlassen. Am 30. Juni 1871 traf das hiesige Husarenregiment wieder ein.
→ siehe auch Artikel: Husarenregiment Nr. 10

## Kaiserreich

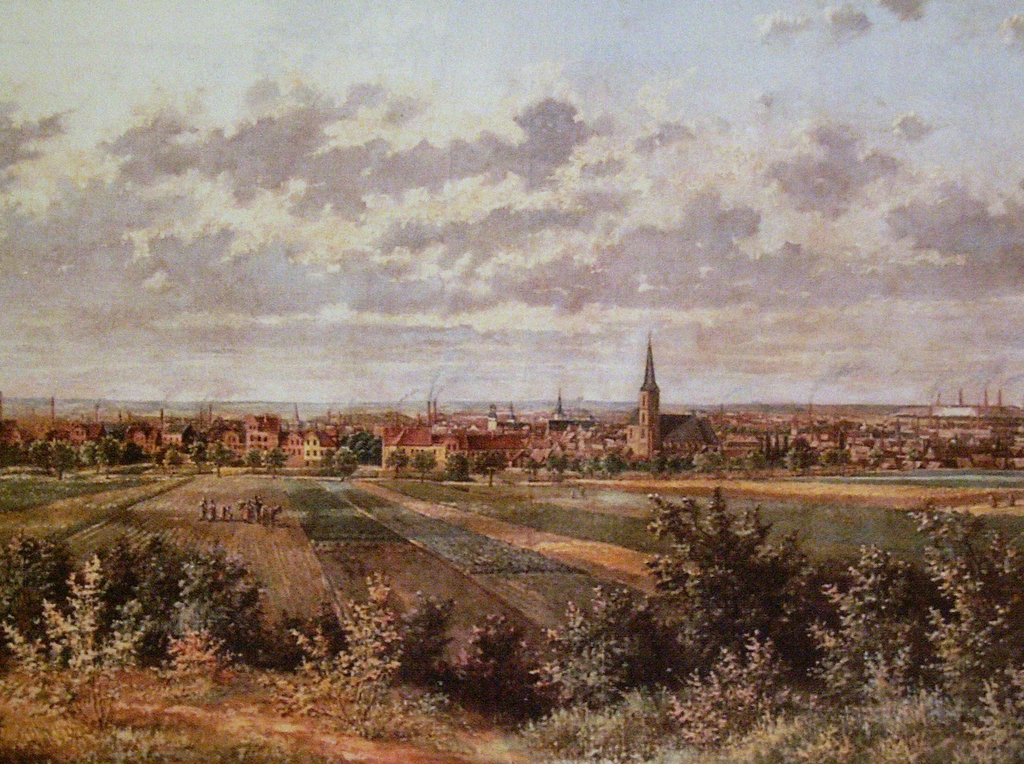
Aschersleben von Süden um 1902

Nach Gründung des Deutschen Reiches kehrte auch in Aschersleben wieder Ruhe ein. Allerdings waren die hygienischen Bedingungen auch hier sehr mangelhaft, sodass es im Jahre 1873 zum zweiten Mal in diesem Jahrhundert zum Ausbruch einer Choleraepidemie kam. Als Folge wurden neue Trinkwasserleitungen und Brunnen gebaut. Der Bau eines neuen Abwassersystems wurde aber erst zur Jahrhundertwende in Angriff genommen.
Im Jahre 1884 endete die Zeit als Garnisonsstandort, denn das hiesige Husarenregiment wurde nach Stendal verlegt.
Die dynamische Entwicklung der Stadt setzte sich, wie überall im Reich, mit der fortschreitenden Industrialisierung weiter fort. Besonders die Kaliindustrie nahm in Aschersleben mit der Inbetriebnahme von insgesamt vier Schächten außerhalb der Stadt, eine rasante Entwicklung. 1890 wurde in Aschersleben erstmals Majoran angebaut und verarbeitet. 1906 wurde das erste Majoranwerk gegründet, die Tradition des Anbaus von Majoran wird bis heute von der Firma Mawea fortgeführt.
1905 trat Aschersleben dem Deutschen Städtetag bei und zwischen 1901 und 1948 war Aschersleben kreisfreie Stadt.
Zu Beginn des neuen Jahrhunderts wurden ganze Stadtviertel neu geschaffen. Dem sprunghaften Anstieg der arbeitenden Bevölkerung und deren Wohnungsbedarf musste man durch Neubau begegnen. So wurde etwa die Johannesvorstadt nördlich der Bahnlinien angelegt. Als eines der modernsten Krankenhäuser Mitteldeutschlands wurde im Jahre 1912 das Städtische Krankenhaus eingeweiht.
In den frühen Jahren des 20. Jahrhunderts wurden viele Sportvereine gegründet, die auch entsprechende Sportstätten benötigten. Neu angelegt wurden 1902 Sportplätze unter der Alten Burg, 1903 ein Freibad sowie im Jahre 1906 das erste Hallenbad der Provinz Sachsen in der Schillerstraße.
Im Ersten Weltkrieg war in der Eisenbahnmeisterei von Aschersleben eine Außenstelle des Kriegsgefangenenlagers Quedlinburg eingerichtet.

## Zweiter Weltkrieg
Nachdem die Nationalsozialisten in Deutschland die Macht ergriffen hatten, wurden in Aschersleben Betriebe der Rüstungsindustrie angesiedelt. So entstanden die Heeresmunitionsanstalt (MUNA), sowie das Zweigwerk der Junkers Flugzeug- und Motorenwerke auf dem Gelände der ehemaligen Ascherslebener Maschinenbau AG (AMA). In der Nähe dieser Betriebe befand sich von Juli 1944 bis April 1945 eine Außenstelle des KZ Buchenwald mit dem Codenamen „AL“. Nachdem die Heinkel-Werke Oranienburg die Produktion der Bomberflugzeuge vom Typ He 177 eingestellt hatten, überstellte die SS die Häftlinge, die dort zur Zwangsarbeit eingesetzt wurden, aus dem KZ Sachsenhausen nach Aschersleben. Bei den Junkers Flugzeug- und Motorenwerken leisteten etwa 450 Männer sowie 500 Frauen – zum überwiegenden Teil Jüdinnen – im Rahmen des Jägerprogramms Zwangsarbeit. Sie stellten in den Hallen IV und V Flugzeugrümpfe her, waren in der Zuschneiderei, der Zurichterei und im Teilebau beschäftigt.
Kurz vor Ende des Krieges im April 1945 mussten sie sich auf einen Todesmarsch begeben, der in Richtung Torgau-Mühlberg führte und mehrere Tage dauerte.

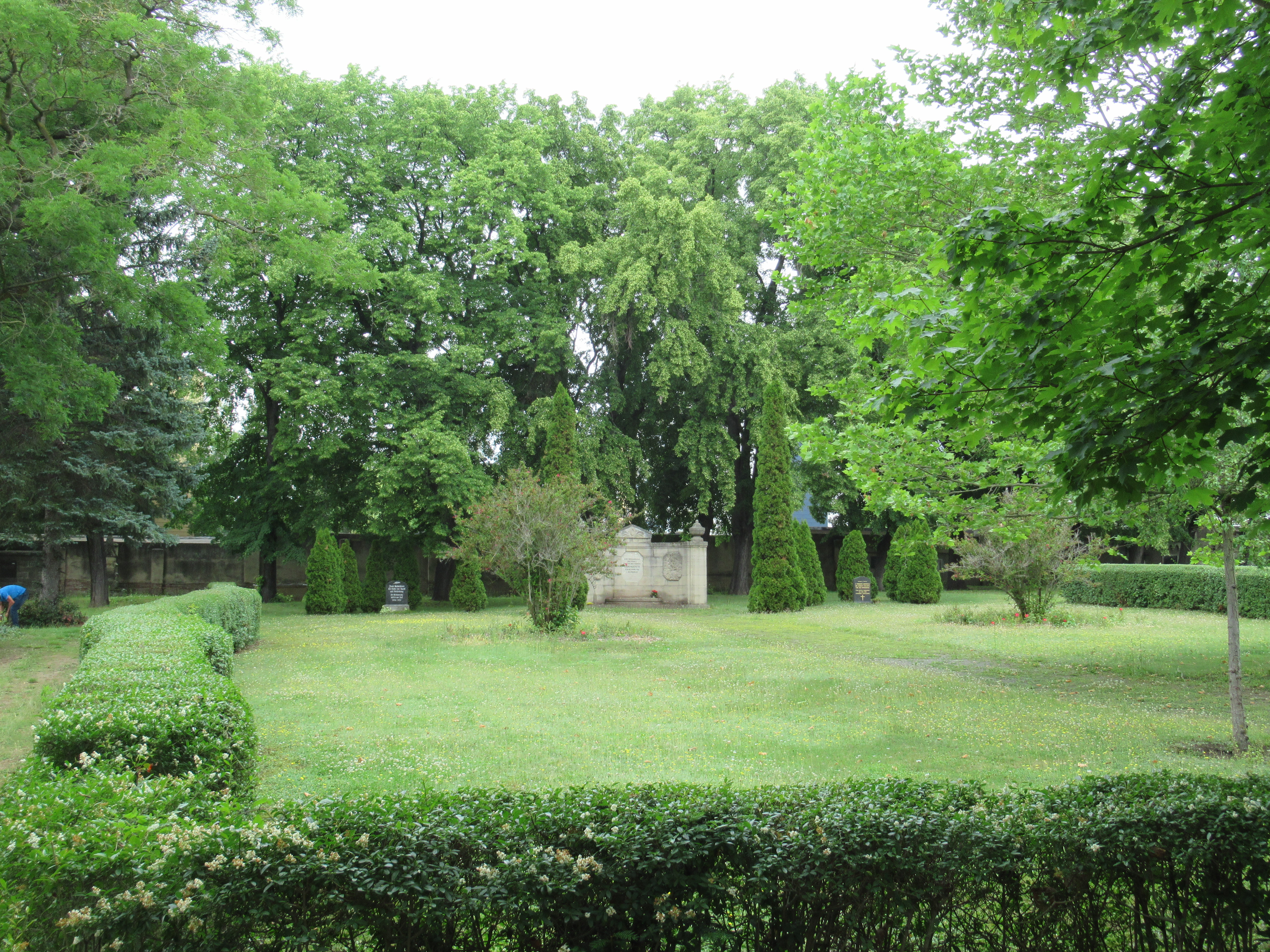
Ehrenfriedhof für die deutschen und ausländischen Bombenopfer

Erstmals am 1. September 1940 wurden auch auf Aschersleben Bomben abgeworfen, von der britischen Royal Air Force. Anfang 1944 wurden die beiden Rüstungsbetriebe mehrmals von den United States Army Air Forces angegriffen, so am 22. Februar 1944 und am 29. Juni 1944. Am 31. März 1945 erlitt die Stadt einen weiteren schweren Angriff auf den Bahnhof und die Johannisvorstadt. Dabei starben allein 82 Menschen. Am 12. April 1945 hatte der Oberbürgermeister die Stadt verlassen. Zur Verstärkung des Volkssturms und der Hitlerjugend waren eine Fallschirmjägerersatzabteilung und Teile der Infanterie-Division „Potsdam“ in der Stadt zurückgeblieben. Am Vormittag des 17. April 1945 rückten die ersten Einheiten der US-Armee von Osten her in die Stadt. Der letzte Widerstand der Verteidiger wurde dann relativ schnell am 18. April gebrochen. Schließlich verhinderte der amerikanische Major Harlan W. Newell, heute Ehrenbürger der Stadt, die völlige Zerstörung durch einen Bombenangriff. Später kamen für fünf Wochen britische Truppen in die Stadt, und schließlich war ab 1. Juli 1945 die Rote Armee für die Stadt zuständig.
Insgesamt ließen 1200 Bürger der Stadt an der Front ihr Leben, 250 Opfer brachten die Bombenangriffe. Unter den ausländischen Zwangsarbeitern gab es ca. 200 Tote. 352 Wohnungen wurden insgesamt zerstört.

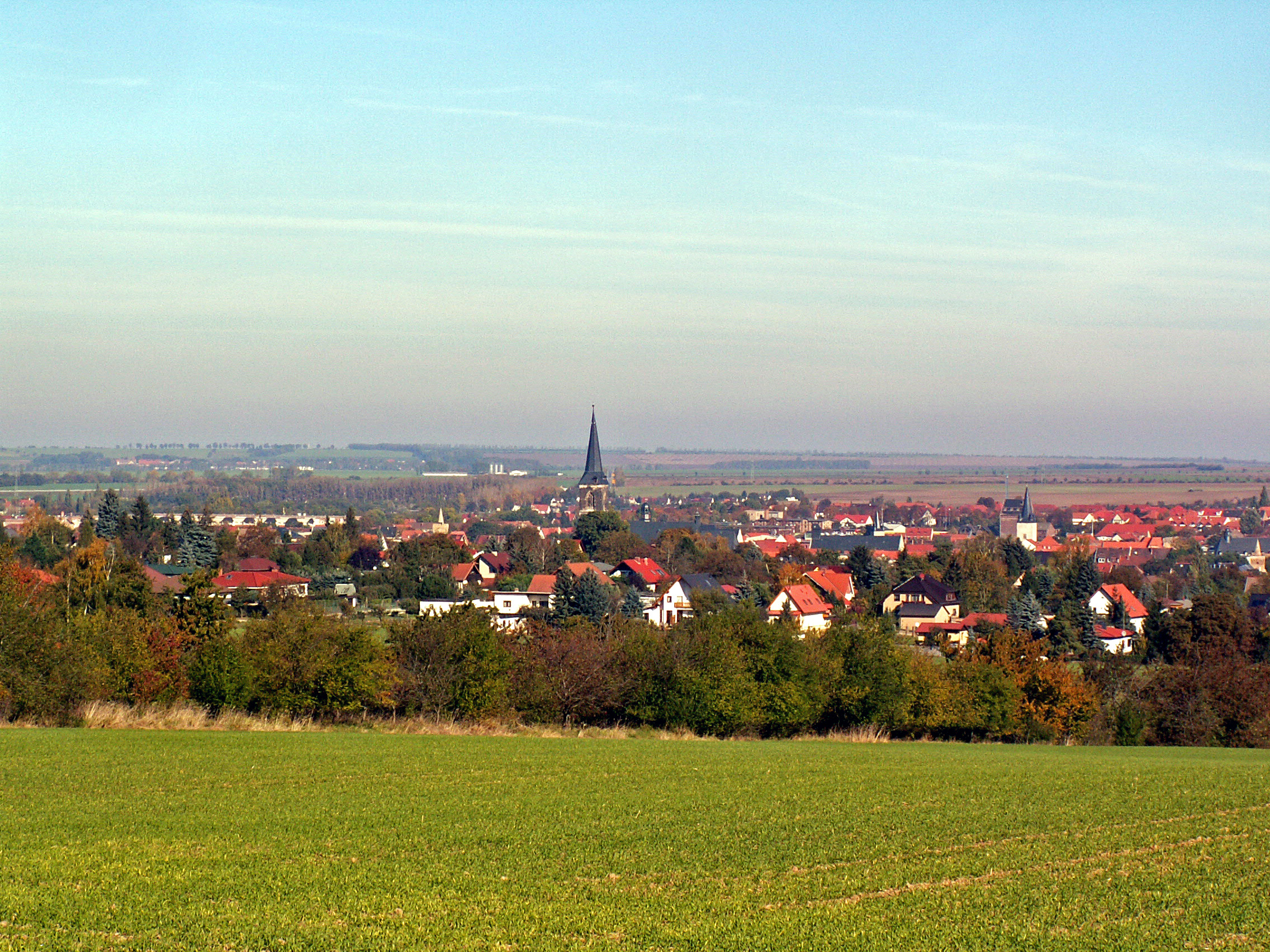
Blick vom Wolfsberg über Aschersleben auf die Stephanikirche

## Aschersleben nach dem Zweiten Weltkrieg
Nachdem die Rote Armee die Zuständigkeit für Aschersleben entsprechend der Erklärung von Jalta ab dem 1. Juli 1945 übernommen hatte, wurde den Einwohnern der sowjetischen Besatzungszone per Dekret erlaubt, Parteien und Gewerkschaften zu gründen. So wurden auch hier Ortsgruppen der KPD, SPD und LDPD sowie des FDGB und des Kulturbundes gegründet.
In den Jahren 1946/47 mussten etwa 15.000 Umsiedler vorwiegend aus Schlesien und dem Sudetenland aufgenommen werden. Die Einwohnerzahl stieg von etwa 30.000 vor dem Zweiten Weltkrieg auf etwa 45.000.
Anfang 1947 wurde die Stadt durch ein gewaltiges Hochwasser heimgesucht. Durch plötzlich einsetzende Schnee- und Eisschmelze im Harz trat die Eine über die Ufer und überflutete tagelang vor allem den Süden der Stadt.
Am 22. November 1949 wurde, kurz nach der Gründung der DDR, die Verwaltungshoheit von der Sowjetischen Militäradministration an die örtliche Stadtverordnetenversammlung übertragen. Der Kreis Aschersleben wurde aufgrund der Neuordnung der Verwaltungsstruktur am 1. September 1952 gegründet und Aschersleben wurde Kreisstadt. Er gehörte bis 1990 zum Bezirk Halle.
Auf dem Industriegelände der ehemaligen Ascherslebener Maschinenbau AG (AMA) wurde im Jahre 1951 mit dem Bau einer Werkzeugmaschinenfabrik (WEMA) begonnen. Die WEMA wurde im Laufe der Jahre zum größten Arbeitgeber der Stadt und produziert noch heute unter dem Namen Schiess AG. Des Weiteren entwickelte sich als Nachfolgebetrieb der Fa. Bestehorn der VEB OPTIMA zu einem führenden Unternehmen der Verpackungsmittelindustrie in der DDR. Am 17. Juni 1953 gab es auch in den großen Betrieben der Stadt Arbeitsniederlegungen und Streiks, daraufhin rückten Truppen der Sowjetarmee in die Stadt ein und verhängten eine befristete Ausgangssperre über die Stadt.
Aufgrund des akuten Wohnungsmangels in der Stadt begann man Mitte der 1950er Jahre mit dem Bau neuer Wohngebiete und Stadtteile. Kultureller Höhepunkt dieser Zeit waren die Feiern zum 1200-jährigen Stadtjubiläum im Jahre 1953. In den 1960er Jahren wurden große Neubaugebiete im Norden der Stadt in Plattenbauweise errichtet. Dazu baute man eigens ein Plattenwerk, das bis zum Ende der DDR existierte.
Insgesamt wurden bis 1989 sechs neue Schulen gebaut. Das Areal der Herrenbreite wurde Mitte der siebziger Jahre völlig neu gestaltet und 1973 wurde der Aschersleber Tierpark eröffnet. 1976 wurde ein Planetarium auf dem Gelände des Tierparks seiner Bestimmung übergeben.
Während viele Plattenbausiedlungen in der Stadt entstanden, vernachlässigte man allerdings die Altstadt. Ganze Straßenzüge wurden vor allem in den achtziger Jahren abgerissen. So verschwanden viele denkmalgeschützte Häuser von Alt-Aschersleben unwiederbringlich, so unter anderem das Geburtshaus des Schriftstellers und Diplomaten Adam Olearius.
Auch in Aschersleben begannen im Herbst 1989 im ganzen Stadtgebiet Demonstrationen und Dialog-Gespräche. Dabei waren die Bürgeraussprachen in der Stadthalle der Höhepunkt. Im November 1989 gründete sich nach rund 43 Jahren wieder die erste SPD-Ortsgruppe. Erste frei gewählte Bürgermeisterin der Stadt wurde Siegrid Tabbert von der CDU.
1990 wurde der Partnerschaftsvertrag mit der Stadt Peine unterzeichnet. Im Jahre 1994 wurden die Altkreise Staßfurt und Aschersleben zum neuen Landkreis Aschersleben-Staßfurt zusammengeführt.

## 21. Jahrhundert
Der erste große Höhepunkt im neuen Jahrtausend war die 1250-Jahr-Feier der Stadt im Jahre 2003. Tausende Besucher feierten zusammen mit den Ascherslebenern eine Woche lang dieses Ereignis. Den Höhepunkt der Feierlichkeiten stellte ein Festumzug dar, der die Geschichte der Stadt als Leitthema hatte.
2004 trug die Stadt unter dem Motto: Aschersleben – überraschend anders, den 8. Sachsen-Anhalt-Tag aus. Ursprünglich sollte dieser Sachsen-Anhalt-Tag bereits gemeinsam mit dem 1250-jährigen Jubiläum 2003 gefeiert werden, Aschersleben verzichtete aber zu Gunsten der Stadt Burg, die ihren Sachsen-Anhalt-Tag 2002 wegen des Elbhochwassers nicht veranstalten konnte, auf die Ausrichtung.
Seit 2005 nimmt Aschersleben an der Internationalen Bauausstellung 2010 teil. Diese hat die Problematik schrumpfender Städte und deren Zukunft zum Schwerpunktthema. Wegen der getätigten großen Anstrengungen beim Stadtumbau, in Kombination mit der Wirtschaftsförderung und Millionen-Investitionen in den Bildungsstandort, bekam Aschersleben Ende 2006 vom Ostdeutschen Sparkassenverband den Preis Kommune des Jahres. Anfang 2006 bekam die Stadt den Zuschlag für die Landesgartenschau 2010.
Am 1. Juli 2007 wurde Aschersleben dem neugeschaffenen Salzlandkreis zugeordnet und verlor den Status einer Kreisstadt.

## Eingemeindungen
Winningen wurde 2004 eingemeindet. Klein Schierstedt kam 2005 hinzu. Wilsleben folgte im Jahr 2006. Weitere Eingemeindungen gab es in den Jahren 2008 (drei Gemeinden), 2009 (vier Gemeinden) und 2010 (Schackstedt).
| Ehemalige Gemeinde | Datum                                      | Anmerkung |
| ------------------ | ------------------------------------------ | --- |
| Drohndorf          | 1. Januar 2008                             | |
| Freckleben         | 1. Januar 2008                             | |
| Groß Schierstedt   | 1. Juli 1950 1. Januar 1957 1. Januar 2009 | Zusammenschluss mit Klein Schierstedt zu Schierstedt, Trennung von Schierstedt, Eingemeindung nach Aschersleben |
| Klein Schierstedt  | 1. Juli 1950 1. Januar 1957 4. März 2005   | Zusammenschluss mit Groß Schierstedt zu Schierstedt, Trennung von Schierstedt, Eingemeindung nach Aschersleben  |
| Mehringen          | 1. Januar 2008                             | |
| Neu Königsaue      | 1. Januar 2009                             | |
| Schackenthal       | 1. Januar 2009                             | |
| Schackstedt        | 1. Januar 2010                             | |
| Schierstedt        | 1. Januar 1957                             | Trennung in Groß Schierstedt und Klein Schierstedt                                                              |
| Westdorf           | 1. Januar 2009                             | |
| Wilsleben          | 24. Februar 2006                           | |
| Winningen          | 1. März 2004                               | |